# Buffer (kemi)
 For alternative betydninger, se Buffer. (Se også artikler, som begynder med Buffer)
En buffer (puffer) er inden for kemi betegnelsen for en blanding af en syre og dens korresponderende base, som modstår pH-ændringer.
En buffer-opløsning er en opløsning, som indeholder molekyler, der formindsker pH-ændringer forårsaget af syre- eller basetilsætning. Den virker altså som en base, hvis man tilsætter syre, og som en syre, hvis man tilsætter base.
Eksempel:
En opløsning indeholder en svag syre, NH4+, og den korresponderende svage base, NH3. Tilsættes der nu OH- (meget stærk base) til opløsningen foregår følgende reaktion:
NH4+ + OH- → NH3 + H2O
Den stærke base erstattes altså af den svage base, hvilket resulterer i en lille ændring i pH.
Jordens humus har f.eks. buffereffekt.
CO2 har buffereffekt i vand og blod via en buffer ligevægt som minimerer pH ændringer.
CO2 + H2O ↔ HCO3- + H+ ↔ 2H+ + CO3-- (H2CO3)
Hvis H+-koncentration øges så optages H+ af karbonationerne (CO3--).
Hvis H+-koncentrationen reduceres så afgives H+ ioner fra kulsyren (H2CO3).
Karbonationer kan også komme fra kalk (CaCO3). Det er derfor, landmænd kører kalk på jorden, hvis den er i gang med at blive sur.

## Bufferligningen
Ved hjælp af den såkaldte bufferligning kan pH for en opløsning, der indeholder et buffersystem, beregnes. Ligningen findes i to udgaver, hvoraf den ene blot er en omskrivning:
{\displaystyle pH=pK_{s}+\log {\frac {[B]}{[S]}}}
{\displaystyle pH=pK_{s}+\log {\frac {n_{B}}{n_{s}}}}
Det er vigtigt at bemærke, at s og b betegner de korresponderende syre-basepar, der udgør buffersystemet.
{\displaystyle pK_{s}} er syrestyrkeeksponenten for den svage syre.
{\displaystyle pK_{s}} beregnes således ud fra syrestyrkekonstanten {\displaystyle K_{s}} :
{\displaystyle pK_{s}=-log(K_{s})}